# Tibetaanse patrijs
De Tibetaanse patrijs (Perdix hodgsoniae) is een patrijs uit het geslacht Perdix, waartoe ook de in Nederland voorkomende Europese patrijs behoort. Hij is ongeveer 28 cm lang.

## Verspreiding en ondersoorten
De Tibetaanse patrijs komt voor in west en centraal China, Nepal, Tibet en het noorden van India.
Er zijn drie ondersoorten bekend:
- P. h. caraganae: westelijk Tibet.
- P. h. hodgsoniae: zuidoostelijk Tibet, Bhutan, Nepal en noordelijk India.
- P. h. sifanica: van oostelijk Tibet tot het westelijke deel van Centraal-China.

## Leefwijze en voedsel
De Tibetaanse patrijs leeft hoog in de heuvels en de bergen rond de 4000 meter op droge, matig begroeide stukken. In de zomer leven ze hoger dan 's winters. Het voedsel bestaat uit allerlei zaden, aangevuld met insecten wanneer ze die kunnen vinden. Deze patrijs legt 8 tot 10 eieren.